# Sundamomum longipedunculatum
Sundamomum longipedunculatum là một loài thực vật có hoa trong họ Gừng. Loài này được Rosemary Margaret Smith mô tả khoa học đầu tiên năm 1985 dưới danh pháp Amomum longipedunculatum. Năm 2018, Axel Dalberg Poulsen và Mark Fleming Newman chuyển nó sang chi mới được mô tả là Sundamomum.

## Phân bố
Plants of the World Online cho rằng loài này có ở Borneo (Sabah).